# ヴィクトル・アフザロフ
ヴィクトル・ムサヴィロヴィチ・アフザロフ（ロシア語: Виктор Мусавирович Афзалов、ラテン文字転写: Viktor Musavirovich Afzalov、1968年6月9日 - ）は、ロシアの軍人。階級は大将。
更迭されたセルゲイ・スロヴィキン上級大将に代わり、ウラジーミル・プーチン大統領によりロシア航空宇宙軍総司令官代理に任命された。2023年10月20日、正式にロシア航空宇宙軍総司令官に任命された。